# María Asunción del Val
María Asunción del Val Cordón (Andosilla, 21 de abril de 1908-?) fue una bibliotecaria, archivera e investigadora española. Fue directora de la Biblioteca y Archivo de la Dirección General de Plazas y Provincias Africanas. Fue una de las investigadoras reconocidas en el proyecto Mujeres Investigadoras en los Archivos Estatales (1900-1970)  que desarrolló el Ministerio de Cultura en 2020.

## Trayectoria
Del Val nació en 1908 en Ardosilla, en Navarra, y era hija de Crescencia Cordón Martínez y José del Val Carcar. Estudió Filosofía y Letras, sección Historia, en la Universidad Central de Madrid. Después de dedicarse una temporada a la docencia, en 1942 sacó las oposiciones al Cuerpo Facultativo de Archiveros, Bibliotecarios y Arqueólogos. Tras pasar por alguna otra institución, realizó la mayor parte de su carrera en la Biblioteca y Archivo de la Dirección General de Plazas y Provincias Africanas.
Además de su labor como bibliotecaria y archivera, desarrolló una importante labor de investigación en el Archivo Histórico Nacional a partir de la década de 1960. Se centró especialmente en la invasión inglesa de la isla de Fernando Poo, investigación que completó con estancias en Londres, una de ellas tras conseguir una beca de la Fundación Juan March.
También trabajó como secretaria de la Comisión Nacional encargada de preparar una Guía de Fuentes para la Historia de África, proyecto que llevó a cabo el Consejo Nacional de Archivos en 1963, en colaboración con la Unesco.

## Reconocimientos
En 1959, recibió una beca de la Fundación Juan March para realizar una investigación en los Archivos Nacionales del Reino Unido, en Londres, donde finalizaba su investigación sobre la invasión inglesa de la isla de Fernando Poo. Como resultado de esta beca, Del Val llevó publicó la investigación titulada Ocupación inglesa de la Isla de Fernando Polo. Durante su estancia en Londres, ofreció una nueva visión de este asunto desde la perspectiva española.
En 2020, Del Val fue incluida en el proyecto de la Subdirección General de Archivos Estatales titulado Mujeres Investigadoras en los Archivos Estatales (1900-1970). Esta iniciativa fue impulsada por el Ministerio de Cultura y su objetivo es reconocer y poner en valor las contribuciones de aquellas mujeres que desarrollaron investigaciones en los diferentes archivos estatales a principios del siglo XX.
En 2023, con motivo del Día Internacional de la Mujer, el Centro de Información Documental de Archivos (CIDA) incluyó el perfil de Del Val en la Guía de Lectura: Archiveras pioneras en la Administración.

## Obra
- 1948 – Catálogo de la exposición de libros españoles sobre geografía y viajes en África.[13]
- 1959 – Ocupación inglesa de la Isla de Fernando Poo.[10]
- 1958 – La revista de Biblioteca, Archivos y Museos preparó para el acto del I Centenario del Cuerpo Facultativo de Archiveros, Bibliotecarios y Arqueólogos un número conmemorativo en el que se ofrece una visión general sobre las instituciones regidas por los facultativos. María Asunción del Val contribuyó a dicha obra con el artículo El Archivo y Biblioteca de la Dirección General de Plazas y Provincias Africanas (publicado en 1959).[2][14]
- 1961 – En el corazón de Castilla, próximo al lugar donde nació la Reina Católica, hay un sepulcro del que brota amor a Guinea; las primeras Religiosas Concepcionistas nativas de Fernando Polo "descubren" en el Convento del Sagrado Corazón de Cantalapiedra.[15]